# Una Watters
Una Watters (geboren McDonnell) (4 november 1918 - 20 november 1965) was een Ierse kunstschilder en bibliothecaris. Haar bekendste werk is het ontwerp Claíomh Solais (Zwaard van het Licht) dat werd gebruikt om de 50e verjaardag van de Paasopstand in 1966 te herdenken.

## Biografie
Watters volgde haar opleiding aan de National College of Art and Design in Dublin waar zij gestimuleerd werd om te gaan schilderen door Maurice McGonigal. Gedurende haar opleiding was ze ook werkzaam als bibliothecaris. In 1945 trouwde zij met de Ierse dichter en schrijver Eoghan Ó Tuairisc (Eugene Watters).
Watters schilderde voornamelijk met olieverf, maar maakte ook aquarellen. Ze schilderde portretten, religieuze thema's en landschappen. Later in haar carrière ontwikkelde ze zich in een meer hoekige en bijna kubistische stijl. De uitstraling van haar werk wordt omschreven als nederig en stil. Zij exposeerde haar werk in de jaren vijftig en zestig regelmatig bij de Royal Hibernian Academy. Tevens was ze lid van de Society of Dublin Painters.
Naast schilderijen maakte Watters ook tekeningen, ontwierp ze wenskaarten en leverde ze illustraties voor jaarboeken en tijdschriften, waaronder het Iers-Gaelische tijdschrift Feasta. Zij illustreerde voor haar oom Brian O'Higgins, schrijver, politicus en mede oprichter van Sinn Féin, een serie boekjes met religieuze mediaties.
In voorbereiding op de viering van de 50e verjaardag van de Paasopstand in 1966 deed Watters mee aan een ontwerpwedstrijd voor een herdenkingsbadge. Haar ontwerp, een Claíomh Solais (Zwaard van het Licht), werd uitgekozen vanwege de symboliek van intuïtieve kennis, scholing en vooruitgang. Het succes en de erkenning voor haar ontwerp zou Watters niet meer mee maken: in november 1965 overleed ze onverwacht op 47-jarige leeftijd. De cheque van £100, van de Arts Council, als beloning voor haar ontwerp, werd bezorgd op de dag van haar begrafenis.
Una Watters is begraven op Creagh Cemetery in Ballinasloe. Daar deelt zij haar graf, met een eenvoudige steen, met haar man Eugene, die in 1982 overleed. Het overlijden van Una Watters viel Ó Tuairisc zwaar. Hij raakte in een depressie en was langere tijd niet in staat om te schrijven.

## Erkenning
Een jaar na haar overlijden werd er door haar man een overzichtstentoonstelling georganiseerd met 37 van haar schilderijen. De tentoonstelling, die plaatsvond in de Dublin Painters' Gallery, duurde drie weken. Ó Tuairisc besloot na afloop om alle schilderijen ter ere van zijn vrouw weg te geven aan vrienden en kennissen, zodat zij een herinnering aan haar zouden hebben. Het onbedoelde effect hiervan was dat het werk van Una Watters in privebezit kwam en daarmee voor langere tijd verdween uit de publieke aandacht.
Meer dan een halve eeuw later ontstond er hernieuwde aandacht voor het werk van Watters. Mede onder aanvoering en inzet van de Ierse schrijfster Mary Morrissy werd er een zoektocht gehouden naar de 'verdwenen' werken. Zo werden er in Galway negen aquarellen herontdekt die ooit door Watters aan een bridgeclub werd gedoneerd.. In 2022 werd er een nieuwe overzichtstentoonstelling gehouden van haar werk in Dublin, georganiseerd door Morrissy. Van de 37 oorspronkelijke schilderijen die in 1966 zijn tentoongesteld zijn er uiteindelijk 29 teruggevonden, waarvan 20 schilderijen te zien waren, inclusief de herontdekte aquarellen, op deze nieuwe tentoonstelling.
In 2023 werd Girl Going by Trinity in the Rain (1959) geschonken aan de National Gallery of Ireland.

## Werken (selectie)
- The People's Gardens (1963), in bezit van Hugh Lane Gallery
- The Four Masters, in de Phibsborough Public Library waar Watters ooit werkte
- Portrait of Brian O'Higgins in de Navan Library
- Girl Going by Trinity in the Rain (1959) in de National Gallery of Ireland